# Vteřiny před katastrofou
Vteřiny před katastrofou (v anglickém originále Seconds from Disaster) je americký dokumentární cyklus společnosti National Geographic vysílaný od roku 2004. Věnuje se rekonstrukci přírodních katastrof, nehod a jiných tragických událostí a jejich následnému rozboru za pomoci svědeckých výpovědí účastníků, vyšetřovacích i nezávislých expertů a počítačových simulací.
Nejstarší rekonstruovanou událostí bylo potopení RMS Titanic (14. duben 1912), nejnovější pak útok šíleného střelce Anderse Breivika na Norské mladé sociální demokraty (22. červenec 2011).
Během let 2004–2012 vzniklo šest sérií o celkovém počtu 67 epizod. Pořad je pravidelně uváděn na domovské stanici National Geographic Channel. V České republice uvedla TV Nova první tři řady, čtvrtou pak stanice Prima Zoom.
Nehody se nestávají jen tak, jsou řetězem kritických událostí. Odhalme to, co rozhodovalo v posledních okamžicích.
Ústřední motto cyklu

## Seznam dílů

### První řada (2004)
| #  | Název | Původní název                 | Událost                                             | Příčina neštěstí |
| -- | --- | ----------------------------- | --------------------------------------------------- | --- |
| 1  | "Concorde" | "Crash of the Concorde"       | Let Air France 4590 (25. července 2000)             | Defekt podvozku |
| 1  | "Concorde, linkové letadlo, které uskutečnilo sen o nadzvukovém cestování. Elegantní a ladné, dvakrát rychlejší než zvuk, symbol prestiže, bez jediné kaňky v záznamech o haváriích. Ale za pouhých 120 sekund v něm zahynulo 113 lidí." |                               |                                                     | |
| 2  | "Peklo v tunelu" | "Mont Blanc Tunnel Fire"      | Požár v tunelu Mont Blanc (24. března 1999)         | Vznícení motoru tahače s návěsem Volvo FH12 nasátí nedopalku cigarety do sání na kabině a následné vznícení vzduchového filtru. |
| 2  | "Alpy – majestátní evropské pohoří. Hluboko pod ním leží jeden z nejdelších silničních tunelů na světě. Každý den jím bezpečně projedou tisíce řidičů. Pak ale obyčejný kamion vybuchne v plamenech. Tunel se během pouhých čtrnácti minut promění ve smrtící past." |                               |                                                     | |
| 3  | "Bomba v Oklahoma City" | "The Bomb in Oklahoma City"   | Bombový útok v Oklahoma City (19. dubna 1995)       | Bomba, narušení statiky nosného pilíře                                                                                          |
| 3  | "Obyčejná správní budova. Devět pater skla a železobetonu – v podstatě nezničitelná stavba. Jednoho rána tu primitivní bomba způsobila neuvěřitelnou zkázu. Během sedmi sekund se budova zhroutila. Následkem exploze zahynulo 168 lidí." |                               |                                                     | |
| 4  | "Požár na trajektu" | "Fire on the Star"            | Požár trajektu Scandinavian Star (7. dubna 1990)    | Žhářství, nevhodná konstrukce lodi                                                                                              |
| 4  | "Scandinavian Star je trajektová loď. Už devatenáct let vozí přes moře tisíce pasažérů a aut. Pak na ní však při jedné běžné plavbě za pouhých 45 minut sáhla smrt na 482 lidí." |                               |                                                     | |
| 5  | "Eschede" | "Derailment at Eschede"       | Železniční neštěstí v Eschede (3. června 1998)      | Defekt složeného kola (únava materiálu, zanedbání údržby)                                                                       |
| 5  | "Německý Intercity-Express je jedním z nejrychlejších vlaků na světě známý svým komfortem, luxusem a bezpečností. To platilo až do chvíle, než vykolejil a v rychlosti 200 kilometrů za hodinu havaroval. Za pouhých 180 sekund zahynulo 101 lidí. Byla to největší nehoda vysokorychlostního vlaku všech dob."                                                             |                               |                                                     | |
| 6  | "Havárie vlaku Sunset Limited" | "Wreck of the Sunset Limited" | Vykolejení v Big Bayou Canot (24. září 1993)        | Nárazové poškození mostní konstrukce (selhání lidského faktoru), konstrukční vada trati                                         |
| 6  | "Sunset Limited, pýcha společnosti Amtrak, jako první americký vlak jezdí od pobřeží k pobřeží. Dvoupatrový superrychlík spojuje luxus minulosti s nejmodernější novátorskou technikou. Ale teď se žene do noci, do míst, kde po říční hladině pluje loď. Za pouhých osm minut bude při jedné z největších železničních nehod v amerických dějinách zpečetěn osud 47 lidí." |                               |                                                     | |
| 7  | "Černobyl" | "Meltdown in Chernobyl"       | Černobylská havárie (26. dubna 1986)                | Konstrukční vada, selhání lidského faktoru                                                                                      |
| 7  | "Síla atomu se má pro Sovětský svaz stát neomezeným zdrojem levné energie. V Černobylu stojí nejnovější triumf sovětské vědy – ale to už brzy nebude pravda. Za pouhou hodinu a dvacet čtyři minut se běžná bezpečnostní zkouška vymkne kontrole. Zemřelo 31 lidí. Stovky dalších budou zasaženy a toxický mrak dosáhne až nad Asii a Spojené státy."                       |                               |                                                     | |
| 8  | "Inferno v Guadalajaře" | "Inferno in Guadalajara"      | Výbuch plynu v Guadalajaře (22. dubna 1992)         | Poškození benzínového potrubí (koroze), únik benzínu do stok                                                                    |
| 8  | "Tak jako ve všech velkých městech, i v Guadalajaře je pod ulicemi labyrint potrubí, kabelů a tunelů. Nikdo ho nevidí, nikdo na něj nemyslí. Až do chvíle, kdy se stane nemyslitelné. 206 obyvatel města přijde o život." |                               |                                                     | |
| 9  | "Požár pod sjezdovkou" | "Fire on the Ski Slope"       | Požár kaprunské lanovky (11. listopadu 2000)        | Nevhodný výběr topného tělesa, vznícení hydraulického oleje                                                                     |
| 9  | "Sen alpských lyžařů – hora, kde sníh nikdy nemizí, dokonce ani v létě, a moderní horská železnice, která vozí lyžaře k vrcholu. Ale v zahajovací den nové sezony se moderní vlak promění v ohnivé inferno. Během devíti minut zahyne 155 lidí. Jeden člověk se stane hrdinou riskantních záchranných prací."                                                               |                               |                                                     | |
| 10 | "Výbuch v Severním moři" | "Explosion in the North Sea"  | Piper Alpha (6. června 1988)                        | Vznícení zemního plynu, selhání lidského faktoru                                                                                |
| 10 | "Piper Alpha, jedna z nejvýkonnějších ropných plošin v Severním moři. Je to město ukotvené v oceánu s více než dvěma sty dělníků, čtyřiadvacet hodin denně čerpá ropu Jeden běžný pracovní den končí katastrofou. Za jednu hodinu a třicet minut tu zahyne 167 lidí." |                               |                                                     | |
| 11 | "Protržení hrází v údolí Stava" | "Flood at Stava Dam"          | Protržení hrází v údolí Stava (19. července 1985)   | Únava konstrukce důlní hráze, selhání lidského faktoru                                                                          |
| 11 | "V jižní části Alp leží krásné údolí Stava. Je ztělesněním nedotčeného koutu Alp. Pak se ale údolím prožene vlna řídkého bahna a v rychlosti devadesáti kilometrů za hodinu zničí vše, co jí stojí v cestě. Za pouhých 209 sekund zahyne 268 lidí." |                               |                                                     | |
| 12 | "Srážka na ranveji" | "Collision on the Runway"     | Letecké neštěstí na Tenerife 1977 (27. března 1977) | Špatné počasí, chyba pilota |
| 12 | "Nádherný ostrov u afrického pobřeží je snem všech rekreantů. Ale bomba na cílovém letišti svede dvě jumba na jednu úzkou dráhu. Za pouhých osm minut si největší letecká havárie vyžádá 583 lidských životů." |                               |                                                     | |
| 13 | "Pentagon 11. září" | "Pentagon 9/11"               | Let American Airlines 77 (11. září 2001)            | Teroristický útok |
| 13 | "Pentagon je už přes šedesát let symbolem moci při obraně svobody – pětistěnná pevnost jež ochraňuje americký sen. 11. září 2001 prověřili její odolnost teroristé. Z dopravního letadla udělali ničivou zbraň. Spojené státy toho dne utrpěly tragickou ránu, ale americká pevnost prokázala, že je štítem a umí ochránit životy tisíců lidí, kteří v ní pracují."         |                               |                                                     | |

### Druhá řada
1. Poslední let Columbie (Columbia's Last Flight): Havárie raketoplánu Columbia
2. Alpské tsunami (Alpine Tsunami)
3. Pád letadla na dálnici (Motorway Plane Crash)
4. Výbuch Svaté Heleny (Mount St Helen's Eruption)
5. Katastrofa na trajektu ze Zeebrugge (Zeebrugge Ferry Disaster): Ztroskotání Herald of Free Enterprise
6. Zemětřesení v Kobe (Kobe Earthquake): Zemětřesení v Kóbe
7. Nouzové přistání v Sioux City (Crash Landing in Sioux City): Let United Airlines 232
8. Bombový atentát na Bali (The Bali Bombing)
9. Zřícení Singapurského hotelu (Hotel Collapse Singapore)
10. Let číslo 800 (TWA Flight 800): Let TWA 800
11. Lyonské nádraží (Runaway Train): Železniční nehoda na Lyonském nádraží v Paříži
12. Havárie vzducholodi Hindenburg (Hindenburg Air Ship): Zřícení LZ 129 Hindenburg
13. Výbuch v Puerto Rico (Puerto Rico Gas Explosion)
14. Zřícení lávek (Skywalk Collapse)
15. Letecká havárie v Amsterdamu (Amsterdam Air Crash) Let El Al 1862
16. Noční můra ruského námořnictva (Russia's Nuclear Sub Nightmare)
17. Požár King's Cross (King's Cross Fire) Požár na King's Cross
18. Bombový atentát na velvyslanectví Spojených států (US Embassy Bombings) Útok na americká velvyslanectví v Nairobi a Dar-es-Salaamu
19. Letadlo ve floridských bažinách (Florida Swamp Air Crash)

### Třetí řada
1. Titanic (Titanic)
2. Výbuch na letadlové lodi (Aircraft Carrier Explosion)
3. Havárie letadla v Queensu (Plane Crash in Queens) Let American Airlines 587
4. Masakr na mnichovské olympiádě (Munich Olympic Massacre)
5. Zřícení obchodního domu (Superstore Collapse)
6. Zřícení letadla do řeky Potomac (Plane Crash in the Potomac)
7. Asijské tsunami (Asian Tsunami)
8. Havárie Comety (Comet Air Crash)
9. Letecká havárie v Chicagu (Chicago Air Crash)
10. Výbuch v ropné rafinerii (Texas Oil Explosion)
11. Tornáda (Tornado Outbreak)
12. Exploze raketoplánu (Space Shuttle Explosion)
13. Erupce na Montserratu (Eruption on Montserrat)

Následující série byla vysílána v českém jazyce na stanici Prima Zoom, s tím souvisí i překlad jednotlivých dílů:

### Čtvrtá řada
1. 9/11 (11. září) Teroristické útoky 11. září 2001
2. Pearl Harbor (Útok na Pearl Harbor) Útok na Pearl Harbor
3. Paddington Train Collision (Železniční neštěstí v Paddingtonu)
4. Collision at 35,000 Feet (Smrt ve vzduchu)
5. Cable Car Collision (Stržená lanovka) Nehoda lanové dráhy v Cavalese 1998
6. Bhopal Nightmare (Indická noční můra)

### Pátá řada
1. Japan's Nuclear Nightmare (Fukušima) Havárie elektrárny Fukušima I
2. The Bismarck (Potopení Bismarcku) Potopení Bismarcku
3. Mountain Tsunami (Horské tsunami): Sesutí svahu do přehrady Vajont
4. Waco Cult (Ozbrojený kult)
5. Deepwater Horizon (Ropná skvrna v mexickém zálivu)
6. Massacre in Mumbai (Masakr v Bombaji)

### Šestá řada
1. Norway Massacre: I Was There (Svědectví o norském masakru) Anders Behring Breivik
2. Jonestown Cult Suicide (Hromadná sebevražda v Jonestown)
3. Fire in the Cockpit (Požár v kokpitu): Let Swissair 111
4. Black Hawk Down (Sestřelení vrtulníku Black Hawk)
5. Into The Death Zone (Smrt na Mount Everest)
6. Terrified Over Tokyo (Nehoda letadla u Tokia)
7. Runaway Train (Vykolejení vlaku)
8. Nagasaki – The Forgotten Bomb (Atomový výbuch v Nagasaki) Výbuch atomové bomby v Nagasaki
9. Sinking The Coventry (Potopení válečné lodi Coventry)
10. Chinook Helicopter Crash (Havárie vrtulníku Chinook)